# Vivre libre (série télévisée)
Pour les articles homonymes, voir Vivre libre (homonymie).
Vivre libre (Born Free) est une série télévisée américaine en 13 épisodes de 50 minutes, créée par Carl Foreman d'après l'œuvre de George Adamson et diffusée entre le 9 septembre 1974 et le 30 décembre 1974 sur le réseau NBC.
En France, la série a été diffusée à partir du 21 septembre 1975 sur Antenne 2.

## Synopsis
Cette série, qui s'inspire d'une histoire vraie, met en scène, dans une réserve africaine, deux défenseurs de la faune sauvage, George et Joy Adamson, dans une réserve du Kenya. Le fil conducteur de la série est la relation et les rencontres du couple avec une lionne nommée Elsa, qu'ils ont rendu à la vie sauvage, après l'avoir recueillie et élevée dans ses premières années.

## Distribution
- Gary Collins : George Adamson
- Diana Muldaur : Joy Adamson

## Épisodes
1. Terre sauvage (Born Free)
2. Les nomades (Elephant Trouble)
3. Les pillards (A Matter Of Survival)
4. Elsa en danger (Death Of A Hunter)
5. Opération survie (Africa's Child)
6. Mort d'un chasseur (The Masai Rebels)
7. L'enfant d'Afrique (The Flying Doctor Of Kenya)
8. Les rebelles masaï (The Trespassers)
9. Le docteur volant du Kenya (The Maneaters Of Merti)
10. Les mangeurs d'hommes du Merti (Elsa's Odyssey)
11. L'odyssée d'Elsa (The White Rhino)
12. Le rhinocéros blanc (The Raiders)
13. Le léopard démon (The Devil Leopard)